# Тэйвз, Брайан
Э́рнест Бра́йан Тэйвз (англ. Ernest Brian Toews; 16 декабря 1941, Altona, Манитоба — 27 января 2019, Виннипег) — канадский кёрлингист.
В составе мужской сборной Канады участник чемпионата мира 1984 (заняли четвёртое место). Чемпион Канады среди мужчин.
Играл на позиции третьего.

## Достижения
- Чемпионат Канады по кёрлингу среди мужчин: золото (1984).
- Чемпионат Канады по кёрлингу среди ветеранов: серебро (1998).

## Команды
| Сезон   | Четвёртый      | Третий       | Второй       | Первый          | Запасной            | Турниры                     |
| ------- | -------------- | ------------ | ------------ | --------------- | ------------------- | --------------------------- |
| 1983—84 | Майк Райли     | Брайан Тэйвз | Джон Хелстон | Расс Вуки       | Clare DeBlonde (ЧК) | ЧК 1984 · ЧМ 1984 (4 место) |
| 1985—86 | Майк Райли     | Брайан Тэйвз | Расс Вуки    | Terry Henry     | Clare DeBlonde      | ЧК 1986 (5 место)           |
| 1997—98 | Clare DeBlonde | Брайан Тэйвз | Джон Хелстон | Garry De Blonde |                     | ЧКВ 1998                    |

(скипы выделены полужирным шрифтом)